# Květen 2012
2. května – středa
- Český prezident Václav Klaus jmenoval novým, nestranickým šéfem ministerstva školství profesora Petra Fialu.[1][2][3]
- Obraz Výkřik Edvarda Muncha byl v aukci prodán za 119 922 500 dolarů. Jedná se tak, po započtení inflace, o čtvrtou nejvyšší cenu, za jakou byl kdy jakýkoliv obraz prodán.[4][5]
- Maďarský parlament zvolil novým prezidentem dosavadního europoslance Jánose Ádera ze strany Fidesz.[6][7][8]

6. května – neděle
- Novým francouzským prezidentem byl zvolen socialista François Hollande. Se ziskem 51,9 % hlasů porazil ve druhém kole voleb dosavadního prezidenta Nicolase Sarkozyho.[9]
- V řeckých parlamentních volbách ztratily většinu strany podporující evropský záchranný plán: Nová demokracie získala 18,9 % hlasů (což s prémií 50 mandátů pro vítěze znamená zisk 108 mandátů v 300členném parlamentu) a PASOK 13,2 % (41 mandátů). V parlamentu zasednou ještě zástupci pěti dalších stran, Koalice radikální levice (16,8 %, 52 mandátů), Nezávislých Řeků (10,6 % a 33 mandátů), komunistů, Demokratické levice a Zlatého úsvitu.[10]

7. května – pondělí
- Vladimir Putin byl již potřetí oficiálně uveden do funkce ruského prezidenta a podle očekávání okamžitě navrhl na místo premiéra svého předchůdce Dmitrije Medveděva.[11]
- Ve věku 53 let zemřel český herec a politik Michal Pešek.[12][13]

8. května – úterý
- Podle očekávání schválila ruská Státní duma jmenování bývalého prezidenta Dmitrije Medveděva do premiérského křesla. Proti hlasovali komunisté a většina sociálních demokratů ze strany Spravedlivé Rusko.[14]

9. května – středa
- Ruský dopravní letoun Suchoj Superjet 100 narazil při propagačním letu v Indonésii do hory a explodoval. Neštěstí nepřežil nikdo z přibližně 50 lidí na palubě.[15][16][17]

11. května – pátek
- Somálští piráti unesli v Arabském moři u pobřeží Ománu řecký ropný tanker se 135 000 tun ropy na palubě.[18]

12. května – sobota
- Fotbalisté Slovanu Liberce získali svůj třetí ligový titul, když v posledním kole remizovali s Viktorií Plzeň 0:0.[19]

13. května – neděle
- Dle očekávání skončily volby v Severním Porýní-Vestfálsku neúspěchem CDU Angely Merkelové, která utrpěla rekordní porážku s 25 % hlasů. Porazila ji SPD s 38 % hlasů, jejímž koaličním partnerem se pravděpodobně stanou Zelení, kteří ve volbách získali 12 % hlasů.[20]

14. května – pondělí
- Středočeský hejtman a poslanec David Rath byl na ulici zadržen protikorupční policií s finanční hotovostí v souvislosti s případem předražených nákupů v kladenském Centru akutní medicíny.[21]
- Fotbalový brankář Petr Čech se stal po sedmé vítězem ankety Zlatý míč České republiky.[22]
- V Bratislavě začalo dvoudenní zasedání Evropského jaderného fóra. Úvodem vystoupili předsedové české a slovenské vlády Robert Fico a Petr Nečas na podporu dostavby dalších bloků jaderných elektráren v Temelíně i v Jaslovských Bohunicích.[23]

15. května – úterý
- Zadrženému středočeskému hejtmanu a poslanci Davidu Rathovi bylo sděleno obvinění z trestného činu přijetí úplatku.[24]
- Řecký prezident Karolos Papulias nedokázal po volbách sestavit novou řeckou vládu. Selhal i pokus o vytvoření vlády odborníků a země tak směřuje k opakovaným parlamentním volbám.[25]

16. května – středa
- David Rath byl vzat do vazby a rezignoval na funkci hejtmana Středočeského kraje. Během domovních prohlídek v tomto případu našla policie celkem 30 miliónů korun.[26]

19. května – sobota
- Chelsea spolu s brankářem Petrem Čechem vyhráli ve finále Ligy mistrů nad německým Bayernem Mnichov 1:1 (4:3 na penalty).[27]

20. května – neděle
- Čeští hokejisté obhájili na světovém šampionátu bronzové medaile z předchozího roku, když v zápase o třetí místo porazili domácí Finsko v poměru 3:2. Vítězi se stali Rusové, kteří ve finále porazili Slováky 6:2.
- Zpěvák skupiny Bee Gees Robin Gibb podlehl ve věku 62 let rakovině.[28]
- Srbským prezidentem byl v přímé volbě zvolen Tomislav Nikolić, který ve druhém kole zvítězil nad dosavadním prezidentem Borisem Tadićem.[29]

21. května – pondělí
- Sebevražedný útočník s výbušninami na těle se odpálil v jemenském hlavním městě San'á mezi vojáky připravujícími se na přehlídku k úternímu státnímu svátku a zabil nejméně 90 osob a dalších více než 200 vojáků zranil. K atentátu se přihlásila teroristická organizace Al-Káida.[30]

22. května – úterý
- Z floridského mysu Canaveral odstartovala první soukromá vesmírná loď, raketa Falcon 9 společnosti SpaceX nese k Mezinárodní vesmírné stanici (ISS) modul Dragon. Let je považován za začátek nové éry v dějinách dobývání vesmíru.[31]

23. května – středa
- V Egyptě začaly prezidentské volby, první svobodné volby hlavy státu za pět tisíc let jeho historie. K volebním urnám ve 13 000 volebních místnostech se může vydat až 50 miliónů lidí, kteří mají na odevzdání svého hlasu dva dny.[32]

26. května – sobota
- Hasiči dostali pod kontrolu požár v lese Doubrava u Bzence, který je svou rozlohou 200 hektarů největším českým lesní požárem od roku 1998. Poprvé v historii ČR byl při něm nasazen požární tank.[33][34]

27. května – neděle
- V léčebně dlouhodobě nemocných v pražském Motole zemřela prvorepubliková herečka Zita Kabátová ve věku 99 let.[35]

29. května – úterý
- Již druhé silné zemětřesení během necelých dvou týdnů zasáhlo sever Itálie. Během otřesů o síle kolem šesti stupňů Richterovy stupnice zemřelo nejméně 15 lidí a mnoho dalších je zraněno.[36]

30. května – středa
- Bývalý prezident Libérie Charles Taylor byl v Haagu odsouzen na 50 let vězení za válečné zločiny a zločiny proti lidskosti, které spáchal během občanské války v Sieře Leone.[37]

31. května – čtvrtek
- Modul Dragon soukromé společnosti SpaceX přistál poblíž pobřeží Kalifornie v Tichém oceánu a úspěšně tak ukončil svou historicky první misi k Mezinárodní vesmírné stanici (ISS).[38]